# Лопатин, Валентин Данилович
Валенти́н Дани́лович Лопа́тин (1908—1997) — советский, российский учёный-геоботаник, болотовед, доктор биологических наук, исследователь растительности Русского Севера.

## Биография
Родился 10 августа 1908 года в крестьянской семье в деревне Лопатиха (ныне — Нолинского района Кировской области). Читать он научился сам по книгам, в возрасте 4 лет.
В 1918 году семья переехала в Петроград. Его хотели оставить в 5 классе на второй год по возрасту и неуспехов в рисовании. Родители не стали спорить и перевели его в другую школу, причём сразу в 7 класс, поскольку он сам подготовился летом и сдал экзамены за шестой и половину седьмого класса. В 1923 году окончил девять классов 219-й трудовой школы. Так как в вузы принимали с 16 лет, а на момент окончания ему было лишь 14, он решил не терять год и засел за книги. Много времени уделял русской классике, иностранной и общественно-политической литературе.
В 1924 году поступил в Ленинградский географический институт. В дальнейшем институт был преобразован в факультет и вошёл в состав Ленинградского университета. Валентин посещал многие кружки факультета: ботаническая география, почвоведение, зоогеография, научное охотоведение, фотография, техника путешествий, краеведение. В 1931 году окончил географический факультет Ленинградского госуниверситета, а в 1932 году поступил в его аспирантуру. Большое влияние на научные интересы аспиранта оказали лекции академиков Л. С. Берга, А. Е. Ферсмана, Б. Б. Полынова, профессоров Я. С. Эдельштейна и С. П. Кравкова.
В 1931—1934 годах, работая в НИИ торфяной промышленности, принимал участие в изучении болот Карелии, Ленинградской, Мурманской, Ивановской и Новгородской областей.
В 1934—1956 годах — преподаватель кафедры ботанической географии географического факультета Ленинградского госуниверситета, также работает ассистентом Саблинской научно-учебной станции географического факультета ЛГУ. В 1937 году защитил кандидатскую диссертацию «Тесовский болотный массив. Геоботанический очерк», в которой впервые им были разработаны и обоснованы политипная классификация растительности болот, фациальная структура болот и метод определения промышленных свойств торфяника. Данная работа была высоко оценена биологическим факультетом ЛГУ, а именно: работа имеет крупное значение для теории геоботаники, а также для промышленных форм использования торфяников.
С 1938 года одновременно работает ассистентом кафедры ботанической географии. Позднее обследовал ряд болот северо-запада России, в том числе находящихся на территории будущего Рыбинского водохранилища. Вместе с этим он продолжал стационарное изучение Гладкого болота в Ленинградской области, где впервые были поставлены эксперименты с пересадкой сфагновых дернин в другие экологические условия. Эти материалы В. Д. Лопатин намеревался использовать для докторской диссертации.
«За период с 1946 по 1956 год я читал: технику путешествий и организации экспедиции, методику полевых физико-географических исследований, учение о растительном покрове (фитоценология), растительность СССР, ботаническая география СССР, болотоведение, луговедение, методику  геоботанических исследований. Первые два читались мною на кафедре физической географии у академика Льва Семёновича Берга. Учебные планы часто менялись, поэтому каждый год приходилось готовить новый курс. Были годы, когда я читал сразу пять курсов».
В 1941 году началась Великая Отечественная война, которая не позволила приступить к докторской работе. В январе 1942 года, отказавшись от брони, остался в Ленинграде и поступил в Военное Пехотное училище. В 1942 году после окончания пехотного училища воевал на Воронежском фронте, был ранен. Награждён орденом Отечественной войны I степени, а также медалями «За оборону Ленинграда», «За Победу над Германией». В конце 1943 года, после длительного лечения, он возвратился в ЛГУ и продолжил работу в должности ассистента на кафедре ботанической географии, а с 1946 года — доцента той же кафедры. Наряду с преподаванием он активно занимался исследованиями по проблемам болотоведения, опубликовал ставшие классическими работы по растительности и фациальной структуре Гладкого болота. В 1954 году он был награждён дипломом лауреата премии ЛГУ первой степени за данное исследование.
В Петрограде-Ленинграде В. Д. Лопатин прожил с 1918 по 1956 год.
В 1956—1958 годах — заведующий лабораторией биологии Сахалинского комплексного НИИ Сибирского отделения АН СССР.
В 1958—1974 годах — заведующий лабораторией геоботаники Института биологии Карельского отделения АН СССР в Петрозаводске. До 1987 года был научным консультантом лаборатории болотоведения. В 1972 году по совокупности опубликованных работ на тему «Закономерности развития лугов и болот и их связи с режимом влажности почвы» В. Д. Лопатину была присуждена ученая степень доктора биологических наук.
Возглавлял в течение 23 лет Карельское отделение «Всесоюзного ботанического общества», избран почётным членом «Всесоюзного ботанического общества» в 1989 году.

## Научное наследие
В своей научной деятельности В. Д. Лопатин всегда стремился найти нетрадиционные подходы к изучению природных объектов. Благодаря таким подходам велик и разнообразен вклад в развитии болотоведения и геоботаники. Было введено понятие «болотной фации» как основной структурной единицы пространственной организации болотного массива. Также теоретически обосновал разделение торфяной залежи естественных болот на деятельный и инертный гидрологические горизонты. Опубликовал работы по экологии и опытам введения в культуру интродуцированного из Северной Америки зернового и кормового злака цицании водяной Zizania aquatica L. Создал ряд монографических описаний болот Северо-Запада России. Выяснил причины безлесия болот (разложенная прослойка, водоупор, почти подходит к дневной поверхности, приводит к застою воды в верхней части склона, ухудшению условий аэрации поверхностного слоя).
Развил учение Л. Г. Раменского о фитоценотипах: выделил новый ценотип — псевдовиоленты, предложил новые принципы классификации торфов и установил общие закономерности возникновения, развития и распространения микрокомплексности растительного покрова.
Постоянно в своих работах делал акцент о неприемлемости понятия «избыточное увлажнение и переувлажнение» при анализе экологических условий в природе. Такое понятие для каждого, кто занимался болотоведением, считалось личным оскорблением, ведь болото — отдельная экосистема, а процесс создания самих болот — интересное развитие природы.
Изучение прибрежно-водной растительности Карелии в качестве кормовой базы для разведения уток, создание и рациональное использование пастбищ, всё это проводились под руководством Валентина Даниловича. Также он участвовал в составлении карты растительности болот Карелии.
Он один из первых, кто использовал математические методы в геоботанике: придумал формулу коэффициента сходства сообществ, создал метод разногодичных посевов. С помощью этих методов были установлены закономерности в формировании луговых ценозов в процессе сингенеза, обоснована возможность создания и хозяйственной эксплуатации сеяных лугов постоянного пользования. Предложенный им метод экоценотических координат даёт графическое представление о динамике растительных сообществ лугов, болот, лесов и направлениях их смен.

## Научные труды
В. Д. Лопатиным опубликовано свыше 140 научных работ, под его редакцией вышли 24 книги. Список трудов опубликован в «Ботаническом журнале» за 1979 г. и 1994 г.
Основополагающие работы:
- «Основные выводы из геоботанического изучения Тесовского болотного массива» (1947)
- «Гладкое болото (торфяная залежь и болотные фации» (1954)

А также другие известные работы:
- «Эколого-биологические особенности и продуктивность растений болот» (1982)
- «Комплексные исследования растительности болот Карелии» (1982)
- «Структура растительности и ресурсы болот Карелии» (1983)
- «Вопросы экологии растений болот, болотных местообитаний и торфяных залежей» (1985)
- «Болотные экосистемы Европейского севера» (1988)

Ответственный редактор:
- Елина Г. А. Многоликие болота / Отв. ред. В. Д. Лопатин. — Л.: Наука, Ленингр. отд-ние, 1987. — 192, [8] с. — (Человек и окружающая среда). — … экз.

## Семья
Дочь Алиса (род. 1933), сын Дмитрий (род. 1936).